# ダニエル・ヒメネス
ダニエル・ヒメネス・ローマン（Daniel Jimenez Román、1969年11月21日 - ）は、プエルトリコの男性プロボクサー。カムイ出身。元WBO世界スーパーバンタム級王者。元WBO世界バンタム級王者。世界2階級制覇王者。1994年9月3日にWBO世界スーパーバンタム級王者として初回17秒KO勝ちを収めたハラルド・ゲイアー戦は2017年11月18日にWBO世界バンタム級王者のゾラニ・テテがシボニソ・ゴニャ戦で初回11秒KO勝ちを収めるまで世界戦最短KO記録だった。

## 来歴
1988年6月6日、ヒメネスはプロデビューを果たし3回KO負けでほろ苦いデビューになってしまった。
1992年10月3日、ドミニク・モナコと対戦し6回TKO勝ち。
1993年6月9日、ロンドンのレウィスワン・シアターでWBO世界スーパーバンタム級王者デューク・マッケンジーと対戦し、12回2-0（115-115、115-113、115-114）の判定勝ちを収め王座獲得に成功した。
1993年10月29日、フェリックス・ガルシア・ロサダと対戦し、5回TKO勝ちで初防衛に成功した。
1994年1月7日、フェリックス・ガルシア・ロサダと再戦し、12回3-0（117-112、117-115、118-115）の判定勝ちを収め2度目の防衛に成功した。
1994年6月25日、クリストバル・パスカルと対戦し、12回3-0（116-112、119-117、116-113）の判定勝ちを収め3度目の防衛に成功した。
1994年9月3日、ウィーナー・ノイシュタットでハラルド・ゲイアーと対戦し、世界戦最短KO記録となる初回17秒KO勝ちを収め4度目の防衛に成功した。この試合で打ち立てた世界戦最短KO記録はギネスに登録された。
1995年3月31日、アナハイムでマルコ・アントニオ・バレラと対戦し12回0-3（112-115、111-116、110-117）の判定負けを喫し5度目の防衛に失敗、王座から陥落した。
1995年10月21日、ロンドンのヨーク・ホールでヒメネスは再起をかけて階級をバンタム級に下げてWBO世界バンタム級王者アルフレッド・コティと対戦し、12回3-0（116-111、115-113、114-113）の判定勝ちを収め2階級制覇に成功した。
1996年1月20日、ドリュー・ドッチャーティーと対戦し、12回3-0（118-112、115-114、118-113）の判定勝ちを収め初防衛に成功した。
1996年4月26日、ロビー・リーガンと対戦し、12回0-3（112-115、111-116、113-116）の判定負けを喫し2度目の防衛に失敗、王座から陥落した。
1996年6月22日、プエルトリコスーパーバンタム級王者ペドロ・アンヘル・ロドリゲスと対戦し、12回3-0の判定勝ちを収め王座獲得に成功した。
1998年4月3日、ソウルオリンピックバンタム級銅メダリストでWBO世界バンタム級王者のホルヘ・エリセール・フリオと対戦し、9回TKO負けを喫し2年ぶりの王座返り咲きに失敗した。
2000年8月27日、後の5階級制覇王者ファン・マヌエル・マルケスと対戦し、7回終了時棄権で敗れた。
2000年11月17日、NABO北米フェザー級王者ダニエル・セダと対戦し、9回TKO負けを喫した。
2001年2月17日、WBAフェデセントロフェザー級王者ホセ・クインターナと対戦し、12回3-0の判定勝ちを収め王座獲得に成功した。
2001年4月27日、クインターナと再戦するが12回負傷判定負けで初防衛に失敗し王座から陥落した。
2001年8月17日、WBAフェデセントロスーパーフェザー級王者イスラエル・コントレラスと対戦し、8回TKO勝ちを収め王座獲得に成功した。
2002年8月30日、エデルミロ・マルティネスと対戦し5回TKO負けを喫した試合を最後に現役を引退した。

## 獲得タイトル
- WBO世界スーパーバンタム級王座（防衛4）
- WBO世界バンタム級王座（防衛1）
- WBAフェデセントロフェザー級王座
- WBAフェデセントロスーパーフェザー級王座